# Johann von Westerholt (Domherr, 1563)
Johann von Westerholt (* 1563; † 15. Juli 1628) war Kanzler des Bischofs von Münster, Statthalter im Hochstift Münster und kurkölnischer Rat.

## Leben

### Herkunft und Familie
Johann von Westerholt entstammte dem westfälischen Adelsgeschlecht von Westerholt, aus dem zahlreiche namhafte Persönlichkeiten hervorgegangen sind. Er war der Sohn des Bernhard von Westerholt (1520–1596). Sein Bruder Matthias (1556–1618) war Herr zu Lembeck. Johann heiratete mit Dispens vom Aufgebot in der Fastenzeit des Jahres 1600 Etta von Kule, die Witwe seines Vetters Bernhard von Westerholt. Er war Domherr und kam 1592 ums Leben. Aus Johanns Ehe stammen die Söhne Nikolaus (1601–1662, Domherr in Münster) und Hermann (1602–nach 1650, Kaiserlicher Obrist und Drost in Bocholt). Nikolaus’ Tochter Anna Elisabeth Sybilla (1630–1670) heiratete ihren Cousin zweiten Grades, Hermann Otto von Westerholt.

### Wirken
Am 9. Dezember 1580 wurde Johann nach dem Verzicht seines Cousins Bernhard von Westerholt von Wilhelm Schencking für eine Dompräbende präsentiert. Am 21. Januar 1581, als er auch schon Domherr in Hildesheim war, nahm er diese in Besitz und wurde im Jahr darauf emanzipiert. Am 28. Februar 1591 wurde er Fürstlicher Rat. Wegen der Ämtervielfalt musste er versprechen, seine Pflichten als Domherr deshalb nicht zu vernachlässigen. Am 15. Januar 1598 reiste er mit Billigung des Domkapitels zum Reichstag in Regensburg. Im Jahr darauf weilte er in Brüssel zu Verhandlungen mit den Spaniern. In diesem Jahre verzichtete er auf seine Pfründe.
Johann wurde im Jahre 1611 Direktor der Rechenkammer, erhielt den Titel Adliger Rat und wurde am 19. Juli 1617 mit der Leitung der Hofkammer beauftragt. Dieses Amt übte er bis zu seinem Tode aus.
Am 29. September 1620 folgte die Bestallung zum münsterischen Kanzler. Damit war er der erste adlige Kanzler und führte die Regierungsgeschäfte und eröffnete den Landtag.
Wegen seiner Altersbeschwerden wurde er in seinem Amt von Melchior Mensing unterstützt, der als sein Nachfolger am 1. August 1628 bestallt wurde.
In den Jahren 1624/1625 erwarb Johann das Schloss Lembeck von seinem Neffen Bernhard (1590–1646), der dieses Gut wegen Überschuldung verkaufen musste. Er führte in der Herrlichkeit Lembeck die katholische Religion wieder ein.